# Oak Creek (Wisconsin)
Oak Creek város az USA Wisconsin államában, Milwaukee megyében. Lakosainak száma 36 497 fő (2020. április 1.).

## Népesség
A település népességének változása:

| 2010 | 34 451 |
| 2020 | 36 497 |